# 今泉雄一
今泉雄一（いまいずみ ゆういち）は、日本の音響監督。フリーで活動している。以前はHALF H・P STUDIOに所属していた。

## 参加作品
※ 特記のない限り全て音響監督としての参加

### テレビアニメ
2005年
- かみちゅ! (音響制作担当)

2006年
- ああっ女神さまっ それぞれの翼 (音響制作担当)
- スーパーロボット大戦OG -ディバイン・ウォーズ- (音響制作担当)
- スパイダーライダーズ 〜オラクルの勇者たち〜 (音響制作担当)

2007年
- ああっ女神さまっ 闘う翼 (音響制作担当)
-  スパイダーライダーズ 〜よみがえる太陽〜 (音響制作担当)
- まめうしくん (音響制作担当)

2008年
- ゴルゴ13 (音響制作担当)
- 全力ウサギ (音響制作担当)

2009年
- メタルファイト ベイブレード(音響制作担当)

2010年
-  メタルファイト ベイブレード 爆 (音響制作担当)

2011年
- SKET DANCE (音響制作担当)
- 戦国乙女〜桃色パラドックス〜
-  メタルファイト ベイブレード 4D (音響制作担当)

2012年
- クロスファイト ビーダマンeS(音響制作担当)
- メタルファイト ベイブレード ZEROG (音響制作担当)

2013年
- 波打際のむろみさん
- ビーストサーガ (音響制作担当)

2014年
- ドラゴンコレクション
- フューチャーカード バディファイト (音響制作担当)

2015年
- 夜ノヤッターマン

2016年
- カードファイト!! ヴァンガードG NEXT
- ナースウィッチ小麦ちゃんR

2017年
- カードファイト!! ヴァンガードG Z

2018年
- カードファイト!! ヴァンガード（2018年版）
- ガイコツ書店員 本田さん
- 邪神ちゃんドロップキック
- ソラとウミのアイダ

2019年
- ぱすてるメモリーズ

2020年
- 理系が恋に落ちたので証明してみた。
- 邪神ちゃんドロップキック'

2021年
- 蜘蛛ですが、なにか?
- 擾乱 THE PRINCESS OF SNOW AND BLOOD

2022年
- 邪神ちゃんドロップキックX
- 惑星のさみだれ
- 「艦これ」いつかあの海で

2023年
- 便利屋斎藤さん、異世界に行く
- 久保さんは僕を許さない
- 邪神ちゃんドロップキック【世紀末編】

2024年
- Unnamed Memory
- キン肉マン 完璧超人始祖編

2025年
- メダリスト
- 傷だらけ聖女より報復をこめて

### 劇場アニメ
- 劇場版メタルファイト ベイブレードVS太陽 灼熱の侵略者ソルブレイズ（2010年、音響制作担当）
- メイクアガール（2025年、音響ディレクター担当[6]）

### OVA
2012年
- いじめ 〜いけにえの教室〜

2014年
- エリートジャック!!
- ファンタジスタ ステラ (音響制作担当)
- ろぼっとアトム

### Webアニメ
2016年
-  BROTHERHOOD FINAL FANTASY XV

2017年
- 超游世界